# Misofoni
Misofoni (af græsk: miso og foni) betyder "had for lyde". Misofoni kendes også under navnene selective sound sensitivity syndrome, SSSS, SSS og 4S. Personer der lider af misofoni oplever ubehag, angst eller afsky for bestemte lyde. Ved stimuli med bestemte triggerlyde oplever personen en automatisk fysisk reaktion, som ofte er angstlignende. Lydene kan variere fra alt mellem folk der tygger / smasker til folk der blot trækker vejret. Personer der ikke lider af misofoni kan godt finde lydene irriterende, men for personer der lider af misofoni, udløser lydene en kraftigere respons som kan beskrives neurologisk.
Oplevelsen af at reagere kraftigere på bestemte lyde, der senere diagnosticeres som misofoni, starter ofte som barn, men kan som udgangspunkt opstå når som helst.

## Udløsende faktorer
Selvom misofoni direkte betyder "Had for lyde", vil graden af lidelsen variere både i antallet af triggere, men også i, om det blot er lyde der trigger, eller om det også er andre stimuli. Andre stimuli kan fx være at se eller fornemme bevægelser, relateret til de lyde man frygter. Misofonien vil typisk blive forstærket hvis personen befinder sig i en situation hvor de ikke kan flygte, fx på et tog, til en forelæsning eller til et møde på arbejdspladsen.
Triggere kan fx være:
At høre andre, der klipper negle, børster tænder, spiser knust is, tygger mad, slubrer, når de drikker, synker, snøfter, nyser, gaber, går, tygger tyggegummi, griner, snorker, trækker vejret, stønner, dyr der slikker sig, og folk der skriver på computer.
Ofte er triggere relateret til familiemedlemmer, partner eller gode venner, men vil også kunne udløse en reaktion fx hvis man i toget sidder ved siden af en der snøfter konstant.

## Historie
Lidelsen blev navngivet i 2000, men indtil 2013 var der kun publiceret to studier om misofoni. I nyere tid er misofoni kommet mere og mere op i nyhederne efter at mere og mere evidens om at sygdommen ikke er et symptom på andre lidelser som fx det at være ekstra sensitiv eller lidelsen OCD.

## Diagnose og behandlingsmuligheder
I Danmark er misofoni ikke en anerkendt sygdom, som fx agorafobi, PTSD eller OCD. Lidelsen deler dog symptomer med flere andre psykologiske lidelser, og i 2015 var der tvivl om den skulle skulle klassificeres som en sygdom eller som et symptom.
Går man til sin almen praktiserende læge, er det kun få læger der vil kende til lidelsen, og det kan være svært at finde den empati der ofte søges. Et godt sted at starte kan være hos en psykolog, som kan arbejde med kognitiv adfærdsterapi. Her vil psykologen i mange tilfælde kunne hjælpe med at få sat ord på hvad det er der skaber den kraftige reaktion, og dertil give værktøjer til at håndtere svære situationer.

## Reaktion og konsekvens

### Den neurologiske reaktion
Lydene menes at trigge et respons fra det sympatiske nervesystem (SNS). Reaktionen fra SNS skaber en automatisk "fight or flight"-respons, der oftest resulterer i akut panik, ubehag, væmmelse, raseri og i værste tilfælde angst. Fight or flight er en akut stress reaktion, der på grund af en frigivelse af forskellige hormoner fra hypothalamus, aktiverer sympatiske nerver, der dermed øger bl.a. pulsen og åndedrættet og kontraherer blodårer og muskler. Dette er den biologiske reaktion der betyder, at vi kan nå at flygte fra fare, inden det er for sent. Tidligere var dette fx relevant hvis man skulle flygte fra en løve eller kæmpe for sit liv. Selvom der i en situation med en person der smasker, umiddelbart ikke er nogen fare på færde, er det altså denne reaktion der udløses hos personer med misofoni.

### Den fysiske reaktion
Det fysiske respons de fleste personer med misofoni oplever, kan opdeles i flere faser. Oftest starter triggeren med, at personen observerer lyden og derefter rammes af akut panik. Herefter indtræder der typisk et kraftigt ønske om at lyden skal stoppe, og personen får svært ved at holde fokus og bliver urolig. Stopper lyden ikke, er den første reaktion ofte, at lyden forsøges undgået fx ved at personen holder sig for ørene eller visuelt afdækker bevægelsen med en hånd ved øjet. Stopper stimuliet ikke kort efter, indtræder det næste fight or flight stadie, hvor løsningen typisk vil være, at personen enten forlader rummet, overvejer at bede personen om, at lade være med at smaske eller af mangel på muligheder for at undgå lyden, får angst. Angsten resulterer ofte i at personen begynder at græde, ryste og forsvinder kontaktmæssigt, eller bliver meget aggressiv og forsøger at afreagere fysisk. Nogle gange kan stimulationen være så kraftig, at selv hvis personen flygter fra stimuliet, udløses angstanfaldet alligevel.
Konfronterer personen med misofoni den smaskende verbalt, kan det ofte ende i en kraftig udråbslignende reaktion som "stop med at smaske" eller "du smasker". Specielt udløses den mere aggressive reaktion hvis personen med misofoni allerede tidligere, har konfronteret den smaskende på venligere vis: "hey, jeg synes du smasker en smule. Kunne jeg få dig til at lukke munden mens du tygger?". Personer med misofoni kan blive ramt af kraftig skyldfølelse efter en aggressiv reaktion, da ordene typisk blot flyver ud af munden som et akut forsøg på at stoppe lydene.

### Den sociale konsekvens
De personer der har misofoni, er ofte klar over, at det kun er dem der reagerer på lydene, og finder det typisk moralsk og socialt uacceptabelt og urimeligt at konfrontere den person der snøfter, smasker eller lign. med, at det går dem på. Dette er bl.a. på grund af, at personer med misofoni ofte oplever en mangel på accept af lidelsen eller referencen af "jamen jeg synes da også at det er irriterende når folk tygger?!". Dette betyder desværre, at personer med misofoni ofte distancerer sig fra sociale situationer, hvor de kan risikere at blive udsat for lyde. Selvom de inden situationen ikke er udsat for lyde, vil frygten og angsten for de potentielle lyde der kan forekomme, udløse en lignende ubehagelig følelse. Dette betyder at relationer går i stykker. Ofte spiser personer med misofoni ikke med sin partner / familie, de dropper sociale arrangementer, frygter en tur i biografen og finder det ofte også umuligt at tage offentlig transport.

## Hvad kan du gøre for at hjælpe en med misofoni?
Det bedste du som pårørende til en med misofoni, kan gøre, er, at være der for personen. I de fleste tilfælde vil personen med misofoni undgå at fortælle folk om deres lidelse, så såfremt du bliver informeret omkring lidelsen, er den bedste reaktion at være forstående og evt. nysgerrig, for at henvise til en dybere accept af lidelsen.